# Claudia Silva
Claudia Silva Zamora , mais conhecida como Claudia Silva (Cidade do México, 9 de outubro de 1972) é uma atriz, apresentadora e escritora mexicana.

## Filmografia

### Telenovelas
- Porque el amor manda (2012-2013) .... Augusta Constante
- Ni contigo ni sin ti (2011) .... Gina
- Mar de amor (2009-2010) .... Inês Lombardo
- Camaleones (2009) .... Secretaria de Augusto
- Contra viento y marea (2005) .... Hillary
- Rebelde (2004) .... Maestra
- Velo de novia (2003) .... Virginia Mirabal de Del Moral
- Salomé (2001-2002) .... Eva
- Por un beso (2000) .... Enfermera Clhoé
- Siempre te amaré (2000) .... Lucía
- Alma rebelde (1999) .... Amada
- El privilegio de amar (1998-1999) .... Lourdes Galindo
- Vivo por Elena (1998) .... Jimena
- La culpa (1996) .... Ivonne
- Volver a empezar (1994-1995) .... Sandra "Sandy" Jiménez / Sandunga
- Mágica juventud (1992-1993) .... Merlina

### Series de TV
- Nueva Vida (2013) .... Constanza (episódio "Ay amor")
- Como dice el dicho (2012) .... Regina (episódio "La dicha reúne...")
- La rosa de Guadalupe (2008) .... Paulette (episódio "Espejismo")
- Sábado gigante (2004) .... Ella misma
- Desde Gayola (2002-2006, 2008-2009) .... Ximena de la Macorra
- Mujer, casos de la vida real (1996-2002) (dois episodios)
- Los metiches (2001) .... vários personagens
- Papá soltero (1987) (vários episódios)

### Rádio
- Participa no programa radiofónico Dispara Margot, Dispara.